# 55543 Nemeghaire
55543 Nemeghaire este un asteroid din centura principală de asteroizi.

## Descriere
55543 Nemeghaire este un asteroid din centura principală de asteroizi. A fost descoperit pe 8 decembrie 2001 la Uccle de H. M. J. Boffin. Asteroidul prezintă o orbită caracterizată de o semiaxă mare de 2,69 ua, o excentricitate de 0,16 și o înclinație de 13,9° în raport cu ecliptica.